# Тарраса
Тарра́са (ісп. Tarrasa), або Терра́сса кат. Terrassa) — місто і муніципалітет в Автономній області Каталонія, в Іспанії. Код муніципалітету за номенклатурою Інституту статистики Каталонії — 82798. Розташований у районі (кумарці) Бальєс-Уксідантал (коди району — 40 та VC) провінції Барселона, згідно з новою адміністративною реформою перебуватиме у складі Баґарії (округи) Барселона. За кількістю населення у 2007 р. місто займало 4 місце серед муніципалітетів Каталонії.

## Населення
Населення міста (у 2023 р.) становить 218 535 осіб (з них менше 14 років — 15,7 %, від 15 до 64 — 69,5 %, понад 65 років — 14,8 %). У 2006 р. народжуваність склала 2.815 осіб, смертність — 1.438 осіб, зареєстровано 952 шлюби. У 2001 р. активне населення становило 87.469 осіб, з них безробітних — 9.464 особи.

Серед осіб, які проживали на території міста у 2001 р., 114.729 народилися в Каталонії (з них 95.285 осіб у тому самому районі, або кумарці), 50.378 осіб приїхало з інших областей Іспанії, а 8.668 осіб приїхало з-за кордону. 

Університетську освіту має 10,3 % усього населення. 

У 2001 р. нараховувалося 63.059 домогосподарств (з них 18,4 % складалися з однієї особи, 29,8 % з двох осіб,23,3 % з 3 осіб, 20,4 % з 4 осіб, 5,7 % з 5 осіб, 1,6 % з 6 осіб, 0,4 % з 7 осіб, 0,2 % з 8 осіб і 0,2 % з 9 і більше осіб).

Активне населення міста у 2001 р. працювало у таких сферах діяльності: у сільському господарстві — 0,5 %, у промисловості — 29,7 %, на будівництві — 12,2 % і у сфері обслуговування — 57,5 %. 

 У муніципалітеті або у власному районі (кумарці) працює 67.541 особа, поза районом — 27.136 осіб.

### Доходи населення
У 2002 р. доходи населення розподілялися таким чином :
| \| Доходи населення за статтями доходів \| Доходи населення за статтями доходів \| Доходи населення за статтями доходів \| \| Рік \| 2002 р. \| 2001 р. \| \| ------------------------------------ \| ------------------------------------ \| ------------------------------------ \| \| Заробітна платня \| 61,4 % \| 63 % \| \| Доходи від ведення бізнесу \| 21,2 % \| 20,1 % \| \| Соціальна допомога \| 17,4 % \| 16,9 % \| |         |         |
| Доходи населення за статтями доходів |         |         |
| Рік | 2002 р. | 2001 р. |
| Заробітна платня | 61,4 %  | 63 %    |
| Доходи від ведення бізнесу | 21,2 %  | 20,1 %  |
| Соціальна допомога | 17,4 %  | 16,9 %  |

### Безробіття
У 2007 р. нараховувалося 9.227 безробітних (у 2006 р. — 9.923 безробітних), з них чоловіки становили 38,8 %, а жінки — 61,2 %.

## Економіка
У 1996 р. валовий внутрішній продукт розподілявся по сферах діяльності таким чином :
| \| Валовий внутрішній продукт \| Валовий внутрішній продукт \| Валовий внутрішній продукт \| \| Рік \| 1996 р. \| 1991 р. \| \| -------------------------- \| -------------------------- \| -------------------------- \| \| Сільське господарство \| 0,2 % \| 0,3 % \| \| Промисловість \| 35,1 % \| 38,3 % \| \| Будівництво \| 8,8 % \| 9,4 % \| \| Послуги \| 55,9 % \| 52,1 % \| |         |         |
| Валовий внутрішній продукт |         |         |
| Рік | 1996 р. | 1991 р. |
| Сільське господарство | 0,2 %   | 0,3 %   |
| Промисловість | 35,1 %  | 38,3 %  |
| Будівництво | 8,8 %   | 9,4 %   |
| Послуги | 55,9 %  | 52,1 %  |

### Підприємства міста

#### Промислові підприємства
| \| Промислові підприємства міста, за сферою діяльності \| Промислові підприємства міста, за сферою діяльності \| Промислові підприємства міста, за сферою діяльності \| \| Рік \| 2002 р. \| 2001 р. \| \| --------------------------------------------------- \| --------------------------------------------------- \| --------------------------------------------------- \| \| Енергетичні та водні ресурси \| 0,5 % \| 0,5 % \| \| Хімія та метали \| 2,9 % \| 2,9 % \| \| Переробка металів \| 37,7 % \| 37,7 % \| \| Продукти харчування \| 4,4 % \| 4,4 % \| \| Текстиль \| 33,3 % \| 33,3 % \| \| Виробництво меблів, видання \| 15,9 % \| 15,9 % \| \| Інше \| 5,4 % \| 5,4 % \| \| Усього підприємств \| 1.261 \| 1.260 \| |         |         |
| Промислові підприємства міста, за сферою діяльності |         |         |
| Рік | 2002 р. | 2001 р. |
| Енергетичні та водні ресурси | 0,5 %   | 0,5 %   |
| Хімія та метали | 2,9 %   | 2,9 %   |
| Переробка металів | 37,7 %  | 37,7 %  |
| Продукти харчування | 4,4 %   | 4,4 %   |
| Текстиль | 33,3 %  | 33,3 %  |
| Виробництво меблів, видання | 15,9 %  | 15,9 %  |
| Інше | 5,4 %   | 5,4 %   |
| Усього підприємств | 1.261   | 1.260   |

#### Роздрібна торгівля
| \| Підприємства роздрібної торгівлі міста, за сферою діяльності \| Підприємства роздрібної торгівлі міста, за сферою діяльності \| Підприємства роздрібної торгівлі міста, за сферою діяльності \| \| Рік \| 2002 р. \| 2001 р. \| \| ------------------------------------------------------------ \| ------------------------------------------------------------ \| ------------------------------------------------------------ \| \| Продукти харчування \| 27 % \| 27 % \| \| Одяг та взуття \| 22,9 % \| 22,9 % \| \| Товари для дому \| 14,2 % \| 14,2 % \| \| Книги та періодичні видання \| 4,1 % \| 4,1 % \| \| Промислова хімічна продукція \| 6,2 % \| 6,2 % \| \| Продукція, пов'язана з транспортними засобами \| 4,6 % \| 4,6 % \| \| Інше \| 20,9 % \| 20,9 % \| \| Усього підприємств \| 2.008 \| 2.006 \| |         |         |
| Підприємства роздрібної торгівлі міста, за сферою діяльності |         |         |
| Рік | 2002 р. | 2001 р. |
| Продукти харчування | 27 %    | 27 %    |
| Одяг та взуття | 22,9 %  | 22,9 %  |
| Товари для дому | 14,2 %  | 14,2 %  |
| Книги та періодичні видання | 4,1 %   | 4,1 %   |
| Промислова хімічна продукція | 6,2 %   | 6,2 %   |
| Продукція, пов'язана з транспортними засобами | 4,6 %   | 4,6 %   |
| Інше | 20,9 %  | 20,9 %  |
| Усього підприємств | 2.008   | 2.006   |

#### Сфера послуг
| \| Підприємства міста, що працюють у сфері послуг, за діяльністю \| Підприємства міста, що працюють у сфері послуг, за діяльністю \| Підприємства міста, що працюють у сфері послуг, за діяльністю \| \| Рік \| 2002 р. \| 2001 р. \| \| ------------------------------------------------------------- \| ------------------------------------------------------------- \| ------------------------------------------------------------- \| \| Гуртова торгівля \| 13 % \| 12,9 % \| \| Готелі та готельний бізнес \| 14,3 % \| 14,3 % \| \| Транспорт та зв'язок \| 22 % \| 21,9 % \| \| Посередницькі фінансові послуги \| 2,9 % \| 2,9 % \| \| Послуги підприємствам \| 11 % \| 10,9 % \| \| Послуги фізичним особам \| 23,9 % \| 24 % \| \| Нерухомість та ін. \| 13 % \| 13 % \| \| Усього підприємств \| 4.470 \| 4.475 \| |         |         |
| Підприємства міста, що працюють у сфері послуг, за діяльністю |         |         |
| Рік | 2002 р. | 2001 р. |
| Гуртова торгівля | 13 %    | 12,9 %  |
| Готелі та готельний бізнес | 14,3 %  | 14,3 %  |
| Транспорт та зв'язок | 22 %    | 21,9 %  |
| Посередницькі фінансові послуги | 2,9 %   | 2,9 %   |
| Послуги підприємствам | 11 %    | 10,9 %  |
| Послуги фізичним особам | 23,9 %  | 24 %    |
| Нерухомість та ін. | 13 %    | 13 %    |
| Усього підприємств | 4.470   | 4.475   |

## Житловий фонд
У 2001 р. 4,9 % усіх родин (домогосподарств) мали житло метражем до 59 м2, 49,9 % — від 60 до 89 м2, 33,9 % — від 90 до 119 м2 і
11,3 % — понад 120 м2.

З усіх будівель у 2001 р. 33,8 % було одноповерховими, 37,9 % — двоповерховими, 13,4 % — триповерховими, 6 % — чотириповерховими, 4 % — п'ятиповерховими, 2,7 % — шестиповерховими,
1 % — семиповерховими, 1,3 % — з вісьмома та більше поверхами.

## Автопарк
| \| Автомобілі, зареєстровані у місті, за призначенням \| Автомобілі, зареєстровані у місті, за призначенням \| Автомобілі, зареєстровані у місті, за призначенням \| \| Рік \| 2006 р. \| 2005 р. \| \| -------------------------------------------------- \| -------------------------------------------------- \| -------------------------------------------------- \| \| Приватні автомобілі \| 71,8 % \| 72,7 % \| \| Мотоцикли \| 8,3 % \| 7,6 % \| \| Вантажівки \| 16,6 % \| 16,6 % \| \| Трактори \| 0,4 % \| 0,4 % \| \| Автобуси та ін. \| 2,9 % \| 2,7 % \| \| Усього автомобілів \| 126.351 шт. \| 123.469 шт. \| |             |             |
| Автомобілі, зареєстровані у місті, за призначенням |             |             |
| Рік | 2006 р.     | 2005 р.     |
| Приватні автомобілі | 71,8 %      | 72,7 %      |
| Мотоцикли | 8,3 %       | 7,6 %       |
| Вантажівки | 16,6 %      | 16,6 %      |
| Трактори | 0,4 %       | 0,4 %       |
| Автобуси та ін. | 2,9 %       | 2,7 %       |
| Усього автомобілів | 126.351 шт. | 123.469 шт. |

## Вживання каталанської мови
У 2001 р. каталанську мову у місті розуміли 93,4 % усього населення (у 1996 р. — 93,2 %), вміли говорити нею 70,7 % (у 1996 р. — 69,1 %), вміли читати 71,5 % (у 1996 р. — 66,6 %), вміли писати 48,5 % (у 1996 р. — 42,3 %). Не розуміли каталанської мови 6,6 %.

## Політичні уподобання
У виборах до Парламенту Каталонії у 2006 р. взяло участь 74.403 особи (у 2003 р. — 83.533 особи). Голоси за політичні сили розподілилися таким чином:
| \| Вибори до Парламенту Каталонії \| Вибори до Парламенту Каталонії \| Вибори до Парламенту Каталонії \| \| Рік \| 2006 р. \| 2003 р. \| \| -------------------------------------- \| ------------------------------ \| ------------------------------ \| \| Конвергенція та Єднання (CiU) \| 30,7 % \| 28,9 % \| \| Соціалістична партія Каталонії (PSC) \| 31,6 % \| 36,3 % \| \| Народна партія (PP) \| 10 % \| 10,6 % \| \| Ініціатива за зелену Каталонію (IC) \| 10,2 % \| 8,5 % \| \| Республіканська лівиця Каталонії (ERC) \| 12 % \| 14,1 % \| \| Громадянська партія (C's) \| 2,9 % \| 0 % \| \| Інші \| 2,7 % \| 1,6 % \| |         |         |
| Вибори до Парламенту Каталонії |         |         |
| Рік | 2006 р. | 2003 р. |
| Конвергенція та Єднання (CiU) | 30,7 %  | 28,9 %  |
| Соціалістична партія Каталонії (PSC) | 31,6 %  | 36,3 %  |
| Народна партія (PP) | 10 %    | 10,6 %  |
| Ініціатива за зелену Каталонію (IC) | 10,2 %  | 8,5 %   |
| Республіканська лівиця Каталонії (ERC) | 12 %    | 14,1 %  |
| Громадянська партія (C's) | 2,9 %   | 0 %     |
| Інші | 2,7 %   | 1,6 %   |

У муніципальних виборах у 2007 р. взяло участь 63.668 осіб (у 2003 р. — 77.574 особи). Голоси за політичні сили розподілилися таким чином:
| \| Муніципальні вибори \| Муніципальні вибори \| Муніципальні вибори \| \| Рік \| 2007 р. \| 2003 р. \| \| -------------------------------------- \| ------------------- \| ------------------- \| \| Конвергенція та Єднання (CiU) \| 20,5 % \| 18,2 % \| \| Соціалістична партія Каталонії (PSC) \| 45 % \| 44,2 % \| \| Народна партія (PP) \| 10,2 % \| 12,5 % \| \| Ініціатива за зелену Каталонію (IC) \| 10,6 % \| 13 % \| \| Республіканська лівиця Каталонії (ERC) \| 7,6 % \| 11 % \| \| Громадянська партія (C's) \| 0 % \| 0 % \| \| Інші \| 6,1 % \| 1,1 % \| |         |         |
| Муніципальні вибори |         |         |
| Рік | 2007 р. | 2003 р. |
| Конвергенція та Єднання (CiU) | 20,5 %  | 18,2 %  |
| Соціалістична партія Каталонії (PSC) | 45 %    | 44,2 %  |
| Народна партія (PP) | 10,2 %  | 12,5 %  |
| Ініціатива за зелену Каталонію (IC) | 10,6 %  | 13 %    |
| Республіканська лівиця Каталонії (ERC) | 7,6 %   | 11 %    |
| Громадянська партія (C's) | 0 %     | 0 %     |
| Інші | 6,1 %   | 1,1 %   |

## Релігія
- Центр Тарраської діоцезії Католицької церкви.

## Відомі особистості
В поселенні народилась:
- Елісенда Фабреґас (* 1955) — іспанська піаністка і композитор.
- Бадрінас Антоні (1882—1969) — іспанський художник-модерніст, декоратор і мебляр.
- Хаві Ернандес (* 1980) — каталонський іспанський футбольний тренер.